# Thorsten Wollmann
Thorsten Hermann Wollmann (* 10. Februar 1966 in Laupheim) ist ein deutscher Jazzmusiker (Trompete, Flügelhorn, Piano), Komponist, der auch klassische Musik und Kompositionen für Blasorchester verfasst und Hochschullehrer.

## Wirken
Wollmann studierte Komposition, Jazztrompete und Klavier an der Hochschule für Musik und Tanz Köln; 1994 absolvierte er dort die Künstlerische Reifeprüfung (sein Examenskonzert wurde vom WDR aufgezeichnet und gesendet). Während seines Studiums war er Mitglied des Landesjugendjazzorchesters Baden-Württemberg und des Bundesjazzorchesters (sowie des Bundesjazzseptetts).
Mit seinem Thorsten Wollmann Quintett war er mit Konzertmitschnitten im SDR, SWF und WDR zu hören. Tourneen führten ihn nach Afrika, Südostasien, Indien, Mexiko, Portugal und Spanien. Aktuell tritt er mit dem Chiang Mai Jazz Trio bzw. Quintet in Nordthailand auf.
Als Komponist schrieb er Auftragskompositionen für das Kölner Rundfunkorchester, die WDR Big Band und die hr-Bigband, das Bundesjazzorchester, das Südpool-Ensemble Baden-Württemberg, das Bundesmusikfest 1995, das Schweizer Ensemble Pyramide, das Kölner „Duo Concertante“ und die Bamberg Symphony Bigband. Wollmann schrieb Filmmusiken (1996 wurde er als einziger europäischer Teilnehmer zum ASCAP-Film-Composer-Workshop in Hollywood eingeladen), Jazzkompositionen, Tangos, Kinderlieder, Werke für Blasorchester, Kammermusik und sinfonische Werke. Dazu gehören ein „Konzert für sinfonisches Blasorchester nach Bildern von Paul Klee“, ein Klavierkonzert, „The Elements“ für großes Orchester oder die „Sinfonie zum Ende des 20. Jahrhunderts“.
Ab 1996 lebte Wollmann mit seiner Familie in Thailand, wo er an der Payap-Universität in Chiang Mai lehrt. Von 2002 bis 2005 promovierte er an der University of Auckland in klassischer Komposition.
Seit Frühjahr 2019 lehrt er am Jazz-Institut Berlin in den Fächern Komposition/Arrangement, Orchestration und Ensemble und leitet die JIB Bigband.

## Preise und Auszeichnungen
1992 wurde Wollmann der Jazzpreis Baden-Württemberg verliehen. 2002 wurde er mit dem Philip Neill Memorial Prize in Music der University of Otago geehrt; für seine Musik zum neuseeländischen Kurzfilm Promenade erhielt er einen Best Original Motion Picture Award.

## Diskographische Hinweise
- Cycles (1995, im Duo mit Wolf Kerschek)
- The Characteristics of Water (K&K 1997)
- Lost in Clubs (K&K 1997)
- Thorsten Wollmann, WDR Big Band featuring Hayden Chisholm Colours of Siam (In + Out Records 2002)
- Thorsten Wollmann Jazz Orchestra Africa Suite (Hebu 2016)